# Tsuyoshi Yamanaka
Tsuyoshi Yamanaka (n. 18 ianuarie 1939, Wajima, Prefectura Ishikawa, Japonia – d. 10 februarie 2017, Tōkyō, Japonia) a fost un înotător japonez, medaliat olimpic. A participat la 2 ediții ale Jocurilor Olimpice (1956, 1960) în care a câștigat 4 medalii de argint.